# Havlovice

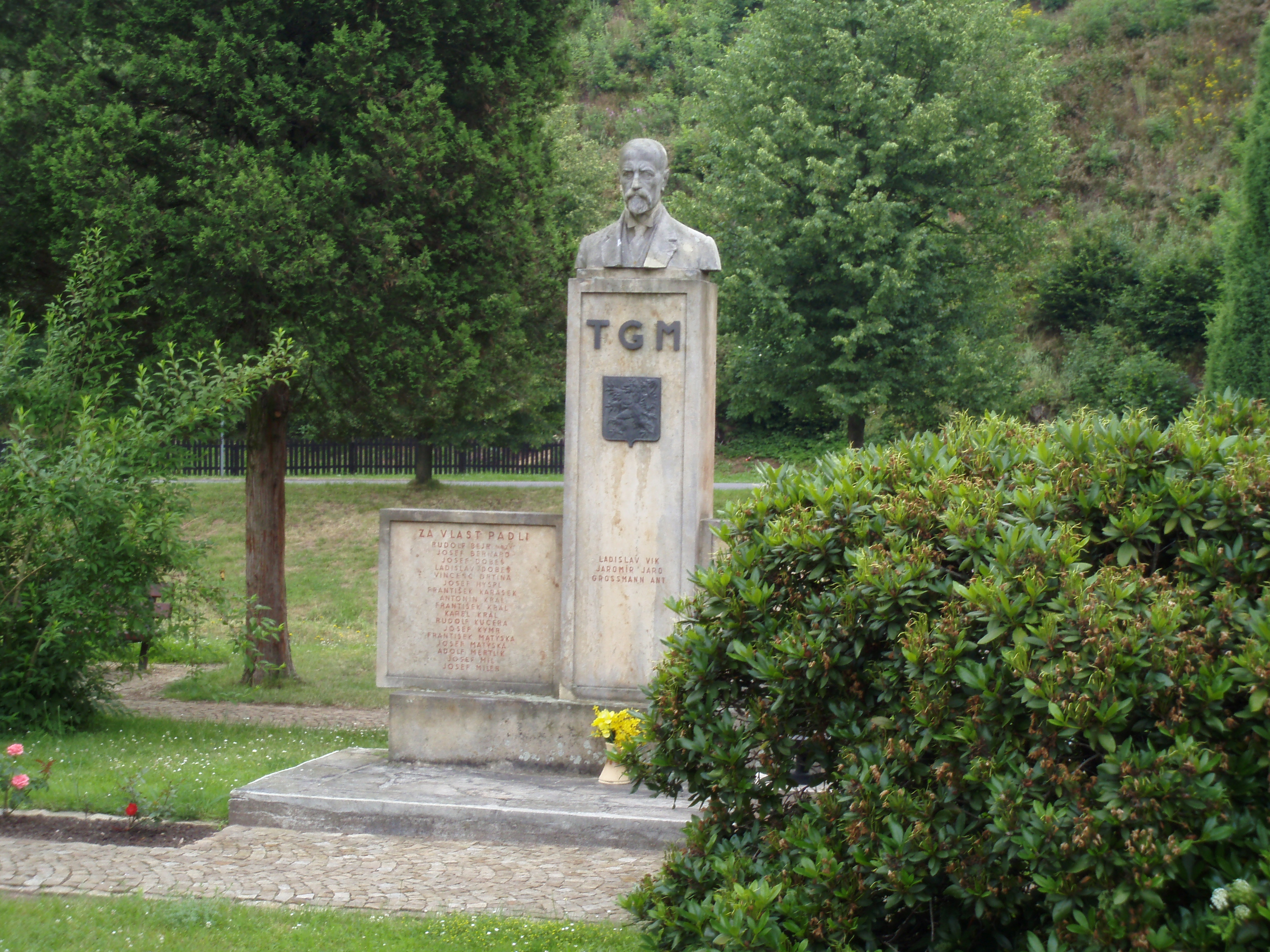
Pomnik ofiar I wojny światowej i T. G. Masaryka

Havlovice – wieś w Czechach Wschodnich, która znajduje się niedaleko miasta Úpice i leży w dolinie rzeki Úpa przy szosie między miastami Česká Skalice i Trutnov.

## Historia
Pierwsza wzmianka o Havlovicach pochodzi z 1545. Miejscowość była związana z zamkiem Vízmburk (także Visemburk, Wisinburg, Weissenburg), wybudowanym pod koniec XIII w. przez Tasa z Vízmburka, który był podkomorzym czeskiego króla Wacława i w 1300 r. zmarł śmiercią gwałtowną. W 1425 wieś została spalona przez wojska biskupa wrocławskiego. W 1447 r. Ślązacy wykupili zamki Vízmburk, Adršpach, Žacléř, Belver, oraz Skály i potem je zrównali z ziemią. Od wieku XVI wieś należała do dóbr nachodzkich. W 2007 uzyskała tytuł 2007 Wieś Republiki Czeskiej.
W nawiązaniu do licznych legend i podań, w miejscowości odsłonięto pomnik wodnika.

## Zabytki
- Barokowa dzwonnica z 1745 r.
- Most drewniany przez rzekę Úpa
- Dawny młyn (tutaj się urodził ksiądz Josef Regner, 1794-1852; pod imieniem Havlovický jest główną postacią powieści U nás, którą napisał Alois Jirásek).